# Harry Koster (musicus)
Harry Koster (Klaten, Nederlands-Indië, 16 mei 1932 - Den Haag, 16 april 2012) was een Indisch-Nederlandse muzikant en een van de grondleggers van de Indorock. Koster beheerste een aantal muziekinstrumenten, maar werd vooral bekend als saxofonist, gitarist en bandleider van The Black Dynamites (1960-1965) en gitarist van Los Indonesios (1965/1977).